# Walter Willard Taylor
Walter Willard Taylor (ur. 1913 w Chicago, zm. 14 kwietnia 1997 w Rockaway Beach) – amerykański antropolog i archeolog, przedstawiciel archeologii procesualnej.
Opowiadał się za wprowadzeniem zmian w sposobie prowadzenia wykopalisk, oraz rejestrowania i interpretacji źródeł. Proponował, aby w trakcie badań analizować wszelkiego rodzaju źródła archeologiczne i związki między nimi. Uważał, że należy określić rozprzestrzenienie się oraz ilość zabytków. Jego zdaniem powinno się uzyskać jak najwięcej informacji na temat badanego środowiska naturalnego, co umożliwiłoby zrozumienie sposobu życia danych mieszkańców.